# Сутамарчан
Сутамарчан (исп. Sutamarchán) — город и муниципалитет в центральной части Колумбии, на территории департамента Бояка. Входит в состав провинции Рикаурте.

## История
Поселение, из которого позднее вырос город, было основано 14 декабря 1556 года.

## Географическое положение

Муниципалитет Сутамарчан

Город расположен в западной части департамента, в гористой местности Восточной Кордильеры, на левом берегу реки Сутамарчан, на расстоянии приблизительно 29 километров к западу-северо-западу (WNW) от города Тунха, административного центра департамента. Абсолютная высота — 2096 метров над уровнем моря.
Муниципалитет Сутамарчан граничит на западе с территорией муниципалитета Сабоя, на юго-западе — с муниципалитетом Тинхака, на юго-востоке — с муниципалитетом Ракира, на востоке — с муниципалитетами Вилья-де-Лейва и Сачика, на севере — с муниципалитетом Санта-София. Площадь муниципалитета составляет 102 км².

## Население
По данным Национального административного департамента статистики Колумбии, совокупная численность населения города и муниципалитета в 2015 году составляла 5916 человек.
Динамика численности населения муниципалитета по годам:
| 2005 | 2006 | 2007 | 2008 | 2009 | 2010 | 2011 | 2012 | 2013 | 2014 | 2015 |
| ---- | ---- | ---- | ---- | ---- | ---- | ---- | ---- | ---- | ---- | ---- |
| 6120 | 6105 | 6089 | 6071 | 6052 | 6033 | 6012 | 5990 | 5966 | 5942 | 5916 |

Согласно данным переписи 2005 года мужчины составляли 50,1 % от населения Сутамарчана, женщины — соответственно 49,9 %. В расовом отношении белые и метисы составляли 99,9 % от населения города; негры, мулаты и райсальцы — 0,1 %.
Уровень грамотности среди всего населения составлял 88 %.

## Экономика
Основу экономики Сутамарчана составляют сельское хозяйство и туризм.

55,9 % от общего числа городских и муниципальных предприятий составляют предприятия торговой сферы, 21,3 % — предприятия сферы обслуживания, 16,9 % — промышленные предприятия, 5,9 % — предприятия иных отраслей экономики.

## Транспорт
Через город проходит национальное шоссе № 60 (исп. Ruta Nacional 60).